# Општина Ириг
Општина Ириг је једна од општина у Републици Србији. Налази се у Срему, Војводини, на јужним обронцима Фрушке горе и спада у Сремски округ. По подацима из 2004. општина заузима површину од 230 km² (од чега на пољопривредну површину отпада 17220 ha, а на шумску 4.007 ha).
Седиште општине је град Ириг. Општина Ириг се састоји од 12 насеља. Према прелиминарним подацима са последњег пописа 2022. године у општини је живело 9.290 становника (према попису из 2011. било је 10.866 становника). По подацима из 2004. природни прираштај је износио -7,1‰, а број запослених у општини износи 1738 људи. У општини се налази 8 основних школа.

## Насељена места
- Велика Ремета
- Врдник
- Гргетег
- Добродол
- Ириг
- Јазак
- Крушедол Прњавор
- Крушедол Село
- Мала Ремета
- Нерадин
- Ривица
- Шатринци

## Национални састав

### Попис 2002.
- Срби - 9801 (79,49%)
- Мађари - 816 (6,61%)
- Југословени - 295 (2,39%)
- Хрвати - 289 (2,34%)
- остали

### Попис 2011.
Сва насељена места имају већинско српско становништво осим Добродола и Шатринаца, који имају мађарско.
| Резултати пописа 2011.‍ | Резултати пописа 2011.‍ | Резултати пописа 2011.‍ | Резултати пописа 2011.‍ | Резултати пописа 2011.‍ |
| ---------------------- | ---------------------- | ---------------------- | ---------------------- | ---------------------- |
|                        |                        |                        |                        |                        |
| Срби                   | Срби                   |                        | 8.534                  | 78,54%                 |
| Мађари                 | Мађари                 |                        | 762                    | 7,01%                  |
| Хрвати                 | Хрвати                 |                        | 232                    | 2,14%                  |
| Роми                   | Роми                   |                        | 166                    | 1,53%                  |
| остали                 | остали                 |                        | 682                    | 6,27%                  |
| неизјашњени            | неизјашњени            |                        | 490                    | 4,51%                  |
| укупно: 10.866         |                        |                        |                        |                        |

## Познате личности
- Александар Берчек
- Борислав Михајловић Михиз